# Gideon Lee

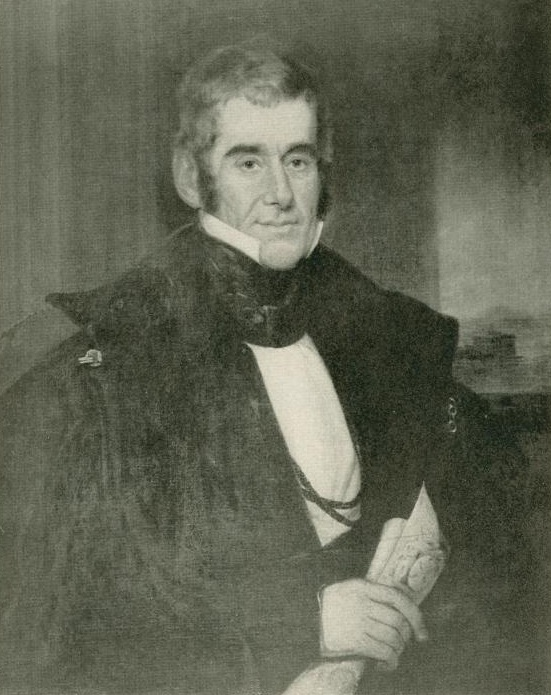
Gideon Lee

Gideon Lee (* 27. April 1778 in Amherst, Massachusetts; † 21. August 1841 in Geneva, New York) war ein US-amerikanischer Politiker. Zwischen 1835 und 1837 vertrat er den Bundesstaat New York im US-Repräsentantenhaus.

## Werdegang
Gideon Lee wurde während des Unabhängigkeitskrieges in Amherst geboren. Er genoss eine gute Schulbildung. Lee erlernte das Handwerk des Schuhmachers und betrieb es nachher in Worthington. Er zog nach New York City und von dort nach Georgia, wo er bis 1807 kaufmännischen Geschäften nachging. Danach kehrte er nach New York City zurück und war im Ledergeschäft tätig. Er saß im Jahr 1822 in der New York State Assembly. Dann war er zwischen 1828 und 1830 Mitglied im Board of Aldermen. In den Jahren 1833 und 1834 war er Bürgermeister von New York City. Er lehnte eine Kandidatur für eine Wiederwahl ab. Politisch gehörte er der Jacksonian-Fraktion an. Er wurde am 4. November 1835 im dritten Wahlbezirk von New York in das US-Repräsentantenhaus in Washington, D.C. gewählt, um dort die Vakanz zu füllen, die durch den Rücktritt von Campbell P. White entstand. Da er auf eine erneute Kandidatur im Jahr 1836 verzichtete, schied er nach dem 3. März 1837 aus dem Kongress aus. Er ging 1836 in den Ruhestand und zog nach Geneva. Allerdings nahm er als Wahlmann (presidential elector) an der Präsidentschaftswahl von 1840 teil. Er verstarb am 21. August 1841 in Geneva und wurde dann auf dem Washington Street Cemetery beigesetzt.